# Supermarine Seagull (1921)
Die Supermarine Seagull war ein einmotoriges, dreisitziges Aufklärungsflugboot der Royal Air Force, das auch auf britischen Flugzeugträgern zum Einsatz kam. Die Seagull war ein Amphibienflugzeug, was das Landen auch auf Flugzeugträgerdecks möglich machte, und ihre Tragflächen konnten, wie bei den meisten Trägerflugzeugen, zurückgeklappt werden. Der hölzerne Flugbootrumpf befand sich unter der unteren Tragfläche und der Motor war zwischen der beiden Tragflächen aufgehängt.
Die Australische Luftwaffe (RAAF) erhielt 1926 eine leicht verbesserte Version für die Zusammenarbeit mit der Australischen Marine (RAN), die bis 1936 im Einsatz blieb und vom Seeflugzeugträger HMAS Albatross und zuletzt von australischen Kreuzern eingesetzt wurde. Die Ersatzentwicklung für die australische Marine führte zur Supermarine Walrus.

## Entwicklung
Die Firma Supermarine entwickelte die Seagull im Auftrag des Luftfahrtministeriums ab 1920. Die Firma hatte sich im Herbst 1920 an einem Wettbewerb des Ministeriums mit drei anderen Firmen beteiligt, in dem ein auf dem Wasser startendes Zivilflugzeug gesucht wurde. Der Wettbewerb, der im September und Oktober 1920 in Felixstowe und Martlesham Heath nahe Woodbridge (Suffolk) stattfand, wurde von der Vickers Viking III G-EAUK knapp gewonnen. Den 2. Preis von 4000 £ gewann der erste eigenständige Entwurf von Supermarines neuem Chefkonstrukteur Reginald Joseph Mitchell, das Commercial Amphibian G-EAVE, vor dem Fairey III-Schwimmerflugzeug G-EALQ. Das Preisgeld wurde vom Ministerium auf 8000 £ verdoppelt, da man dort der Meinung war, dass Supermarine einen exzellenten Entwurf mit herausragenden Leistungen, trotz unterlegener Motorleistung, vorgestellt hatte. Unglücklicherweise stürzte die neue Supermarine-Maschine schon im Oktober 1920 ab und wurde nicht wieder aufgebaut.
Das Luftfahrtministerium bestellte bei Supermarine den Prototyp N146 für eine militärische Nutzung unter der Bezeichnung Seal Mk.II. Unter einem geraden Doppeldeckertragwerk von gleicher Spannweite befand sich ein ovaler Bootsrumpf mit zwei Stufen. Um die Unterbringung auf Flugzeugträgern zu erleichtern, konnten die Tragflächen nach hinten beigeklappt werden. Zwischen den Tragflügel war – zu beiden Flügeln verstrebt – ein Napier Lion IB mit einem Zug-Propeller installiert, obwohl die Firma Supermarine bislang Druckpropeller hinter den Tragflächen bevorzugt hatte. Der Pilot saß in einem offenen Cockpit vor den Flügeln, neben dem ein starres Maschinengewehr montiert war. Der Funker befand sich in einem zweiten Cockpit hinter den Flügeln, wo ein bewegliches MG installiert war. Der Prototyp flog erstmals im Mai 1921 und eine identische Maschine wurde nach Japan geliefert. Schon während der Test musste das Leitwerk modifiziert werden.
Gemäß der Spezifikation 7/20 wurde die N146 weiter umgebaut und erhielt einen Lion-II-Motor und einen veränderten Kühler sowie veränderte Querruder und veränderte Schwimmer unter den Flügeln. Nach den Veränderungen wurde sie im Juli 1921 in Seagull Mk.I umbenannt. Im Februar 1922 wurden dann noch zwei weitere Prototypen (N158, N159) bestellt, die eine veränderte Tankanlage erhielten. Auch von dieser Seagull Mk.II benanntem Version wurde eine Maschine für Japan gebaut.
Die fünf ersten Serienmaschinen (N9562–N9566) wurden nach der Spezifikation 21/21 gefertigt und bildeten im Mai 1923 den „Fleet Reconnaissance Flight“ (Schwarm) 440. Im Februar und im Juni 1923 wurden 18 weitere Maschinen (N9603–N9607, N9642–N9654) nach der Spezifikation 13/23 bestellt.
Im Einsatz hatten die Maschinen in der Regel einen Piloten, einen Beobachter und einen Funker an Bord. Einzige Bewaffnung war ein 7,7-mm-Lewis-Maschinengewehr.

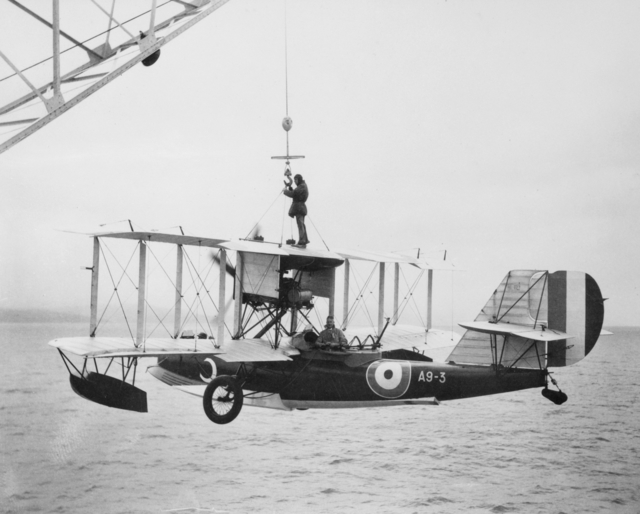
Eine Seagull III wird auf die HMAS Albatross gehoben

Insgesamt erhielten die bei der Flotte eingesetzten Flieger der RAF folgende Versionen:
Seagull Mk.I
der Prototyp N146, ursprünglich Seal Mk.II
Seagull Mk.II
Serienversion mit 450 PS (335 kW) Napier Lion III-Motor ab 1922, 25 Maschinen gefertigt, einige später modifiziert (N158/159, N9562–N9566, N9603–N9607, N9642–N9654)
dazu die
Seagull Mk.III
australische Version mit 465 PS (346 kW) Napier Lion V und Zusatzeinrichtungen für den Tropenbetrieb; sechs Maschinen ab 1925 hergestellt (A9-1 bis A9-6), dazu drei ex RAF Mk.II bis A9-9
Seagull Mk.IV
inoffizielle Bezeichnung einer 1928 modifizierten Seagull Mk.II N9605 mit Handley-Page-Vorflügeln und einem Doppelleitwerk, die nach Erprobung auf dem zivilen Markt verkauft wurde und als G-AAIZ kurzzeitig für Flüge zu den Kanalinseln eingesetzt wurde.
Neben der zuletzt genannten Maschine kamen noch zwei weitere Maschinen in das britische Zivilregister (G-EBXH, ex N9653; G-EBXI, ex N9654). Die N9644 wurde als Testmaschine für den Einbau eines Bristol Jupiter-IX-Sternmotors mit Druckschraube eingesetzt.

## Einsatz derSeagull Mk.II/Mk.III
Am 1. April 1923 reorganisierte die Royal Air Force ihre für den Kampf über See vorgesehenen Einheiten. Erstmals wurden spezielle Flights (Schwarm) für den Einsatz von Flugzeugträgern aufgestellt. Am 1. Mai 1923 wurde der „Fleet Reconnaissance Flight“ 440 mit Supermarine Seagull-Flugbooten aufgestellt. Zuvor waren schon drei Flights (441, 442, 443) mit identischen Aufgaben aufgestellt worden, deren Erstausstattung die noch aus dem Weltkrieg stammende Parnall Panther war.

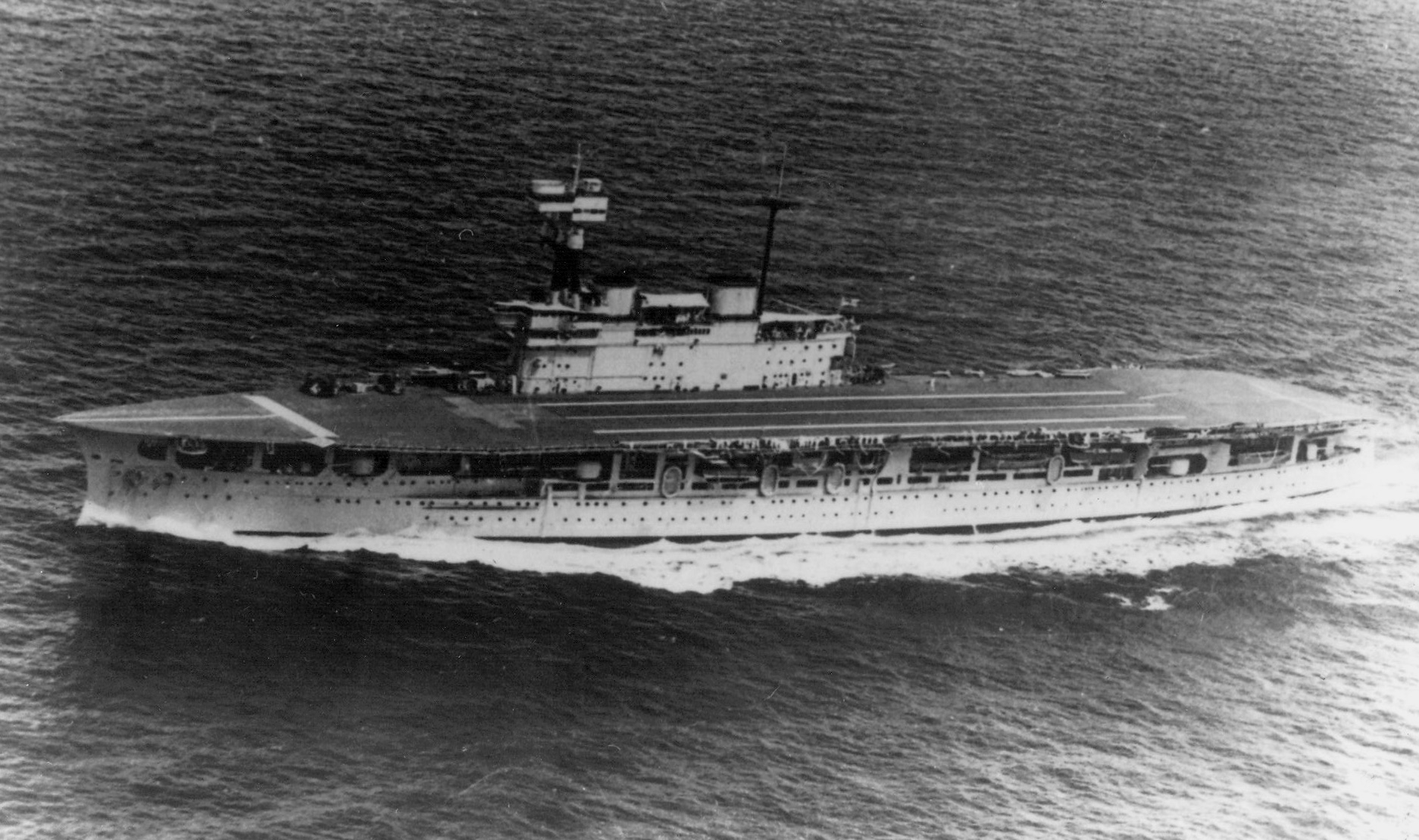
HMS Eagle

Der Flight 440 war für die Eagle bestimmt und ging mit dem Ende des Jahres fertiggestellten Flugzeugträger Anfang Juni 1924 zur Mittelmeerflotte. Die Flugzeuggruppe der Eagle war seinerzeit die größte eines Flugzeugträgers und bestand aus vier Flights von je sechs Maschinen. Neben dem Flight 440 waren noch die Flights 402 mit Fairey Flycatcher-Jagdflugzeugen, 422 mit Blackburn Blackburn Aufklärern und 460 mit Blackburn Dart-Torpedoflugzeugen an Bord. Allerdings war meist einer der vier Flights auf einer der Landbasen (Halfar auf Malta oder Aboukir bei Alexandria) detachiert. Eine Seagull II war angeblich 1925 das erste britische Flugzeug, das mit einem Katapult gestartet wurde.
Im Januar 1925 wurden die Seagull-Amphibien im Flottendienst bei dem Flight 440 durch Fairey-IIID-Radflugzeuge abgelöst, die bei Bedarf auch auf Schwimmern eingesetzt werden konnten.

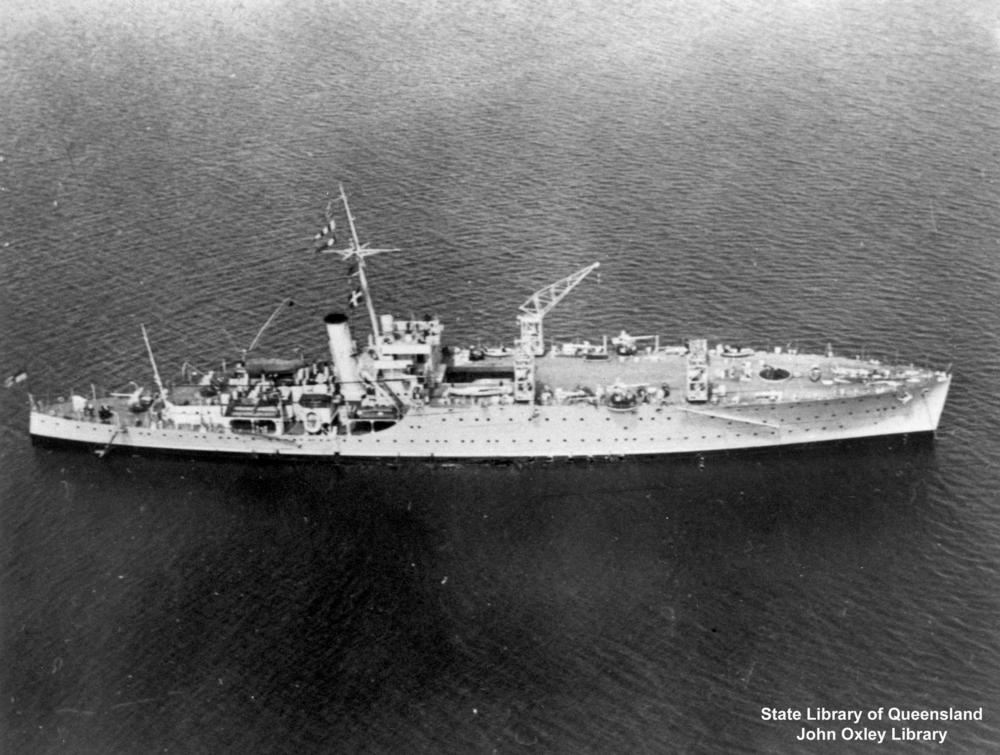
Die HMAS Albatross

Die australische Marine erhielt 1926 noch neun Supermarine Seagull Mk.III und MK.II, die in Point Cook, Victoria, den 101. Flight der australischen Luftwaffe (RAAF) bildeten. Die Einheit wechselte schon im August 1926 zur RAAF Base Richmond.
Zusammen und unterstützt von der Moresby unternahmen die Seagulls Vermessungsaufgaben am Great Barrier Reef und der Küste von Queensland. Zum Teil wurde auch eine fotografische Aufklärung von Papua-Neuguinea begonnen. Ab 1929 bildete der Flight die Flugzeuggruppe auf dem in Dienst gekommenen Seeflugzeugträger Albatross, bis dieser 1933 in Reserve ging. Danach stellte der Flight die Bordflugzeuge für die schweren Kreuzer Australia und Canberra. Die Supermarine Seagull Mk.III wurden ab 1935 durch die neuen Supermarine Seagull Mk.V ersetzt, wie die Supermarine Walrus anfangs hieß, da sie für die RAAF und die HMAS Albatross entwickelt worden war. Als letzte Seagull Mk.III im aktiven Dienst wurde die A9-5 am 3. März 1936 von der HMAS Canberra an Land gegeben und ausgesondert.

## Einsatz in anderen Staaten
Kleine Aufklärungsflugboote konnte die Firma Supermarine vom vorangegangenen Typ Supermarine Channel an Norwegen (4), Japan (3 Mk.II), Schweden und Chile (je 1 Mk.II) verkaufen. Von der Neuentwicklung für die RAF verkaufte sie je eine Seal Mk.II, Seagull Mk.II und Seagull Mk.III(?) an Japan.
Ein weiterer Auftrag von zwölf Maschinen vom Typ Supermarine Scarab an Spanien wurde auf der Basis der zivilen Supermarine Sea Eagle abgewickelt.

## Weiterentwicklung

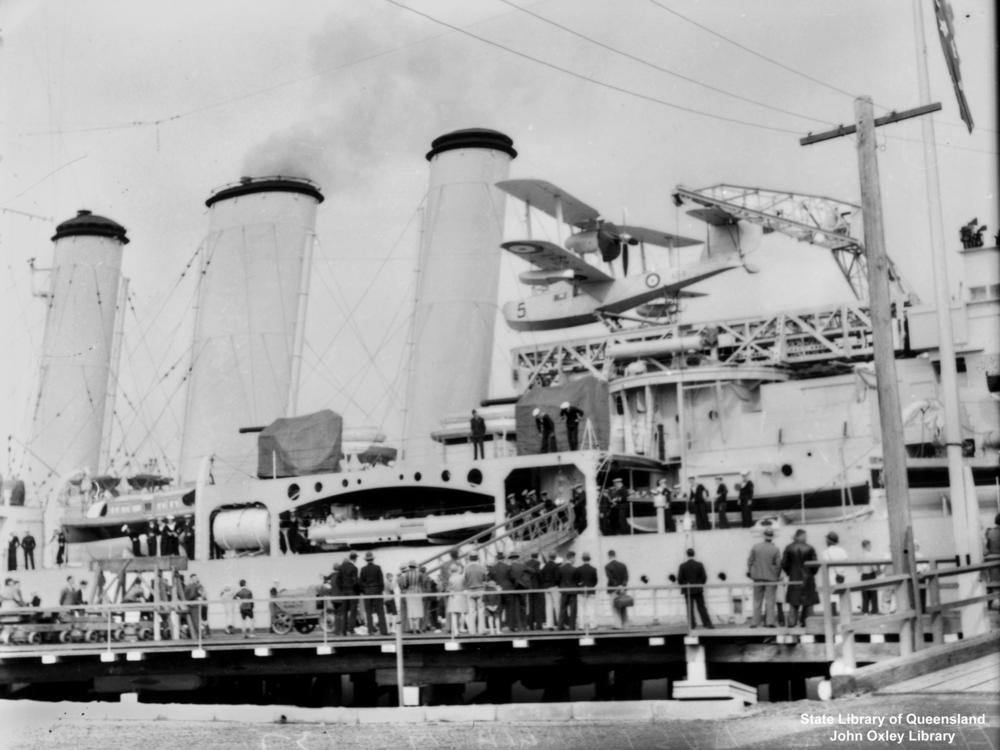
Seagull Mk.V auf HMAS Australia

1923 begann die Überarbeitung der Seagull nach den ersten Einsatzerfahrungen. Supermarine baute auftragsgemäß einen Prototyp Sheldrake, es kam aber zu keiner Serienfertigung. Das Tragwerk der Seagull wurde 1928 noch für zwei weitere Prototypen genutzt, die den Namen Seamew erhielten. Es waren kleine zweimotorige Flugboote, die bis 1930 getestet wurden, aber nicht überzeugten. Die Herstellerfirma war sicher auch mehr an der kontinuierlichen Weiterentwicklung der Southampton interessiert.
1930 begann die Entwicklung eines kleinen Flugbootes, das einen Metallrahmen erhielt und von einem Bristol Jupiter IX-Motor mit Druckpropeller angetrieben wurde. Eingesetzt werden sollte der neue Typ vom australischen Seeflugzeugträger HMAS Albatross und als Bordflugzeug von Kreuzern. Diese Maschine erhielt den Namen Seagull Mk.V, flog erstmals 1933 und wurde zuerst ab 1935 bei der australischen Marine eingesetzt. Weiterentwickelt erhielt es den Namen Walrus und wurde das meistgebaute britische Flugboot und hatte mit der Sea Otter sogar noch einen Doppeldecker-Nachfolger.

## Technische Daten
| Kenngröße             | Channel Mk.I                          | Seal Mk.II                | Seagull Mk.II             | Scarab                                    | Walrus                                      |
| --------------------- | ------------------------------------- | ------------------------- | ------------------------- | ----------------------------------------- | ------------------------------------------- |
| Besatzung             | 2–3                                   | 3                         | 3                         | 3                                         | 3–4                                         |
| Länge                 | 9,14 m                                | 10,00 m                   | 11,50 m                   | 11,28 m                                   | 11,45 m                                     |
| Spannweite            | 15,37 m                               | 14,02 m                   | 14,02 m                   | 14,02 m                                   | 13,97 m                                     |
| Höhe                  | 3,96 m                                | 4,51 m                    | 4,21 m                    | 4,92 m                                    | 4,65 m                                      |
| Flügelfläche          | 42,1 m²                               | 57,5 m²                   | 55,1 m²                   | 56,7 m²                                   | 56,7 m²                                     |
| Leermasse             | 1069 kg                               | 1860 kg                   | 1733 kg                   | 1803 kg                                   | 2220 kg                                     |
| Startmasse            | 1542 kg                               | 2630 kg                   | 2581 kg                   | 2608 kg                                   | 3265 kg                                     |
| Höchstgeschwindigkeit | 128 km/h                              | 180 km/h                  | 145 km/h                  | 150 km/h                                  | 215 km/h                                    |
| Reichweite            | 3 h                                   | 4 h                       | 4,5 h                     | 400 km                                    | 1600 km                                     |
| Dienstgipfelhöhe      | 2285 m                                |                           | 2789 m                    | k. A.                                     | 5650 m                                      |
| Antrieb               | Puma, 240 PS (177 kW), Druckpropeller | Lion IIB, 480 PS (353 kW) | Lion IIB, 492 PS (362 kW) | Eagle IX, 360 PS (265 kW), Druckpropeller | Pegasus VI, 750 PS (552 kW), Druckpropeller |
| Bewaffnung            | (1 MG)                                | 2 MG                      | 1 MG                      | 1 MG                                      | 2 MG                                        |
| Bombenlast            | ohne                                  | ohne                      | ohne                      | 450 kg                                    | bis 270 kg                                  |